# فوکر وی.۲
فوکر وی.۲ (به انگلیسی: Fokker V.2) یک هواپیمای ساختِ فوکر است.